# Antiquarian Horological Society
Die Antiquarian Horological Society (kurz: AHS) ist eine britische Organisation von Gelehrten und Enthusiasten der Zeitmessung.
Die Vereinigung wurde 1953 gegründet und vereinigt Sammler, Gelehrte und Fachleute verschiedene Museen, die an den historischen Aspekten von Uhren und der Zeitmessung interessiert sind. Dazu zählen das Studium der Gestaltung, Wissenschaft und Technik von Groß- und Kleinuhren.
Vor allem in London werden regelmäßig Treffen abgehalten. Diese Treffen können auch mehrtägige Seminare sein, die an verschiedenen Orten, z. B. in Oxford abgehalten werden. Für gewöhnlich liegt der Schwerpunkt auf der Vorstellung von Schriften zu Themen der Zeitmessung. Einige Treffen beinhalten Besuche von Museen, Restaurationslehrgänge oder privaten Sammlungen. Einmal jährlich organisiert die AHS eine internationale Studienreise zu einem Ort von uhrenhistorisch besonderer Bedeutung.
Vierteljährlich erscheint das Magazin „Antiquarian Horology & the Proceedings of the Antiquarian Horological Society“, das nur für Mitglieder erhältlich ist. Die Organisation veröffentlicht auch Bücher zu Uhrenthemen, die allgemein erhältlich sind. Die Antiquarian Horological Society unterhält eine Fachbibliothek, die in der Bibliothek der Worshipful Company of Clockmakers integriert ist.
Neben dem Großteil der organisierten Mitglieder, die sich in London treffen, gibt es auch zahlreiche, meist regionale Sections im gesamten Vereinigten Königreich, sowie fünf internationale Sektionen (in Irland, den Niederlanden, Vereinigte Staaten und 2 Sektionen in Kanada) und zwei Sektionen mit den Spezialthemen „Turmuhren“ und „Elektrische Uhren“. Die einzelnen Sektionen halten Treffen ab, geben eigene Publikationen heraus und organisieren eigene Studienfahrten.
Der Hauptsitz der Antiquarian Horological Society befindet sich in Ticehurst (East Sussex).
Die großen Schwesterorganisationen mit vergleichbaren Zielen sind:
- National Association of Watch and Clock Collectors (NAWCC), Vereinigte Staaten
- Association Française des Amateurs d'Horlogerie Ancienne (AFAHA), Frankreich
- Chronometrophilia, Schweiz
- Deutsche Gesellschaft für Chronometrie (DGC), Deutschland
- HORA Associazione Italiana Cultori di Orologeria Antica, Italien